# Paul Federn
Paul Federn (Vienna, 13 ottobre 1871 – New York, 4 maggio 1950) è stato un medico e psicoanalista austriaco.
Fu uno dei primi allievi di Sigmund Freud. Viene ampiamente ricordato per le sue teorie sulla psicologia dell'Io e sul trattamento terapeutico delle psicosi. Considerava infatti gli psicotici come affetti da una debolezza dell'Io.
Per Federn la chiave per comprendere la malattia mentale risiedeva nell'Io, e non sulle vicende istintuali inerenti alla sessualità e all'aggressività.
Dopo la morte della moglie, stanco e sfinito da un carcinoma della vescica, decide di togliersi la vita con un colpo di pistola nel 1950.

## Opere
- Zur Psychologie der Revolution: Die vaterlose Gesellschaft (1919)
- Das psychoanalytische Volksbuch. Seelenkunde. Hygiene. Krankheitskunde. Kulturkunde (1926)
- Hygiene des Geschlechtslebens für den Mann (1930)
- Bis der Arzt kommt (1930)
- Gesundheitspflege für Jedermann (1930)
- Ichpsychologie und die Psychosen (1956 ristampa)